# إميل كونوبينسكي
إميل كونوبينسكي (بالإنجليزية: Emil Konopinski)‏ (25 ديسمبر 1911 - 26 مايو 1990) هو عالم فيزياء نووية أمريكي، وهو من أصول بولندية.
حصل على شهادة الدكتوراه من جامعة ميشيغان سنة 1934، ثم درجة البروفسور من جامعة إنديانا. خلال الحرب العالمية الثانية تعاون كونوبينسكي مع إنريكو فيرمي على أول مفاعل نووي في جامعة شيكاغو. كما انضم إلى مشروع مانهاتن لتطوير أول سلاح نووي (قنبلة ذرية).